# Małgorzata Bugajska
Małgorzata Bugajska (ur. 17 lutego 1957 w Zabrzu) – polska florecistka, drużynowa wicemistrzyni świata, medalistka mistrzostw Polski.
Była zawodniczką Piasta Gliwice. W 1978 odniosła swój największy sukces w karierze, zdobywając drużynowo srebrny medal na mistrzostwach świata w Hamburgu. W składzie drużyny znalazły się też Jolanta Królikowska, Barbara Wysoczańska, Agnieszka Dubrawska i Delfina Skąpska.
Z drużyną Piasta Gliwice zdobyła także srebrne (1974, 1977, 1978, 1980) i brązowe (1975, 1976, 1981) medale mistrzostw Polski w turnieju drużynowym.
Jest absolwentką Akademii Wychowania Fizycznego w Katowicach.